# Route nationale 519
Pour les articles homonymes, voir Route 519.
La route nationale 519 ou RN 519 était une route nationale française reliant Davézieux à Beaucroissant.
À la suite de la réforme de 1972, elle a été déclassée en RD 519, à l'exception de la section entre la RN 82, sur la commune de Davézieux, et Chanas qui a été renumérotée RN 82 (déclassée depuis).

## Ancien tracé de Davézieux à Rives
- Davézieux
- Peaugres
- Serrières
- Sablons
- Chanas
- Bougé-Chambalud
- Jarcieu
- Lapeyrouse-Mornay
- Beaurepaire
- Saint-Barthélémy
- Marcilloles
- Brézins, où elle rencontrait la RN 518
- Saint-Étienne-de-Saint-Geoirs
- Sillans
- Beaucroissant